# 통합 장비 제조 회사
통합 장비 제조 회사(統合裝備製造會社, Integrated device manufacturer, IDM)는 집적 회로(IC) 제품을 설계, 제조 및 판매하는 반도체 회사이다.
IDM은 타사 반도체 제조 공장에 생산을 아웃소싱하는 팹리스 반도체 기업과 비교하여 자체적으로 반도체 제조를 처리하는 회사를 가리키는 데 자주 사용된다.
IDM의 예로는 인텔, 삼성, 텍사스 인스트루먼츠가 있고, 팹리스 회사의 예로는 AMD, 엔비디아, 퀄컴이 있고, 순수 플레이 파운드리의 예로는 글로벌파운드리스, TSMC, UMC가 있다.
반도체 산업의 역동적인 특성으로 인해 IDM이라는 용어는 처음 만들어졌을 때보다 정확도가 떨어졌다.

## 제조업체
- 아날로그 디바이스
- 사이프러스 세미컨덕터
- 후지쯔
- 히타치 제작소
- IBM
- 인피니온 테크놀로지스
- 인텔
- LSI 코퍼레이션
- 파나소닉홀딩스
- 마이크론 테크놀로지
- 미쓰비시 그룹
- 내셔널 세미컨덕터
- NXP 반도체
- 온 세미컨덕터
- 르네사스 일렉트로닉스
- 삼성그룹
- SK하이닉스
- ST마이크로일렉트로닉스
- 소니
- 텍사스 인스트루먼트
- 칭화 유니그룹
- 도시바